# Tijuca
Tijuca è un quartiere (bairro) della Zona Nord della città di Rio de Janeiro in Brasile.

## Amministrazione
Tijuca fu istituito come bairro a sé stante il 23 luglio 1981 come parte della omonima Regione Amministrativa VIII del municipio di Rio de Janeiro.